# ممدوح مداح
ممدوح مداح (1 فبراير 1958 - 12 فبراير 2015) هو ممثل ومغني مصري.

## حياته
وُلد في الأول من فبراير عام 1958 وتخرج في كلية الحقوق بجامعة القاهرة عام 1990، وشارك بالتمثيل في العديد من العروض المسرحية والأعمال السينمائية والتليفزيونية وتوفي في 12 فبراير عام 2015.

## مسيرته المهنية
اهتم ممدوح مداح بالفن فشارك بالغناء والتمثيل في العديد من العروض المسرحية على مسرح جامعة القاهرة أثناء دراسته بكلية الحقوق، ثُم عمل بعد تخرجه محاميًا لبعض الوقت قبل أن يترك المحاماة ويتّجه للتمثيل وينضمّ لفرقة الحركة المسرحية التي كونها المخرج والممثل خالد الصاوي بمركز الهناجر في تسعينيات القرن العشرين ويُشارك بالتمثيل والغناء في العديد من العروض المسرحية التي قدمتها الفرقة والتي كان من أبرزها مسرحية «الميلاد» عام 1997، ومسرحية «اللعب في الدماغ» عام 2007. شارك ممدوح مداح أيضًا في عدد من الأفلام السينمائية كان أولها فيلم «عبود على الحدود» عام 1999 ثُم توالت مشاركاته بعد ذلك في العروض المسرحية والأفلام السينمائية والأعمال التليفزيونية، وكان من أبرزها دوره في فيلم «حين ميسرة» مع المخرج خالد يوسف في عام 2007، ودوره في مسلسل «خاتم سليمان» الذي عُرض في عام 2011، وكان آخر أعماله قبل وفاته في عام 2015 هو دوره في فيلم «برد الشتا» مع المخرج بيتر ميمي.

## أعماله
| سنة العرض | اسم العمل                     | نوع العمل       | الدور              |
| --------- | ----------------------------- | --------------- | ------------------ |
| 2015      | أنا بابا وماما (الجزء الثاني) | مسلسل           | سعداوي             |
| 2015      | برد الشتا                     | فيلم            | والد حياة          |
| 2015      | مولانا العاشق                 | مسلسل           | بنهاوي             |
| 2014      | أنا وبابا وماما (الجزء الأول) | مسلسل           | سعداوي             |
| 2014      | دهشة                          | مسلسل           |                    |
| 2013      | اللى خايف يروح                | مسرحية          |                    |
| 2013      | على كف عفريت                  | مسلسل           |                    |
| 2013      | فرعون                         | مسلسل           |                    |
| 2013      | قبل الربيع                    | فيلم            |                    |
| 2012      | 9 جامعة الدول                 | مسلسل           |                    |
| 2011      | خاتم سليمان                   | مسلسل           |                    |
| 2011      | سمارة                         | مسلسل           |                    |
| 2011      | صرخة نملة                     | فيلم            |                    |
| 2011      | كف القمر                      | فيلم            | القاتل             |
| 2010      | العتبة الحمرا                 | مسلسل           |                    |
| 2010      | أهل كايرو                     | مسلسل           |                    |
| 2010      | سنوات الحب والملح             | مسلسل           | عكاشة              |
| 2010      |                               | فيلم            | المعلم سيد العربى  |
| 2009      | العالمي                       | فيلم            | طبيب مالك          |
| 2009      | دكان شحاتة                    | فيلم            |                    |
| 2009      | كريمة كريمة                   | مسلسل           |                    |
| 2008      | الريس عمر حرب                 | فيلم            |                    |
| 2007      | اللعب في الدماغ               | مسرحية          |                    |
| 2007      | حين ميسرة                     | فيلم            | عبد السميع الاعرج  |
| 2005      | يا أنا يا خالتي               | فيلم            |                    |
| 2004      | قطار الى المرج                | فيلم قصير       |                    |
| 2002      | شباب أون لاين (الجزء الأول)   | مسلسل           | مدرس اللغة العربية |
| 2001      | 55 إسعاف                      | فيلم            | سائق كاليوكير      |
| 2001      | الحب مسرحية من 3 فصول         | فيلم            |                    |
| 2001      | الساحر                        | فيلم            | السايس             |
| 2001      | حكيم عيون                     | مسرحية          |                    |
| 1999      | عبود على الحدود               | فيلم            |                    |
| 1998      | جناب الست رضا                 | سهرة تليفزيونية |                    |
| 1997      | الميلاد                       | مسرحية          |                    |

## وفاته
توفيّ ممدوح مداح في صباح يوم 12 فبراير عام 2015 عن عمر ناهز 57 عامًا بعد صراع مع المرض عقب وعكة صحية كانت قد ألمت به قبل أسبوعين من وفاته وأدخل على إثرها إلى المُستشفى.

## روابط خارجية
- صفحة الممثل على موقع قاعدة بيانات الأفلام العربية